# Шарман, Дэниел
Дэ́ниел Э́ндрю Ша́рман (англ. Daniel Andrew Sharman, род. 25 апреля 1986, Лондон) — британский актёр, известный по роли Ареса в фильме «Война богов: Бессмертные», Лоренцо Великолепного в телесериале «Медичи: Повелители Флоренции», Айзек Лейхи в телесериале «Волчонок», а
также по роли Троя в сериале «Бойтесь ходячих мертвецов».

## Ранние годы
Шарман родился и вырос в Хакни, Лондон. Он начал играть ещё в детстве в возрасте девяти лет, когда проходил прослушивание в Королевскую Шекспировскую труппу и был выбран из сотен других детей. Шарман сыграл в Королевской Шекспировской труппе в двух пьесах: «Парк» в 1995 году (9 лет) и «Макбет» в 1996 году (10 лет). Он учился в школе Милл-Хилл, а также в Школе искусств в Лондоне. В школьные годы играл в пьесе «Кветч», которая попала на эдинбургский фестиваль Fringe . Он также сыграл в гастрольной пьесе «Мальчик Уинслоу» в 2002 году в возрасте 16 лет.
В течение трех лет, с 2004 по 2007 год, Шарман учился в Лондонской академии музыки и драматического искусства, получив степень бакалавра искусств по актёрскому мастерству и окончив её с отличием. После этого он выступал во многих театральных постановках в Лондоне и Европе.

## Карьера
Актёрский дебют Шармана состоялся в 2003 году в сериале «Судья Джон Дид», затем последовали роли в проектах «Начало конца», «Последние дни Эдгара Хардинга», «Война Богов: Бессмертные» и телесериалах «Девять жизней Хлои Кинг», «Льюис» и «Волчонок», где Шарман исполняет роль Айзека Лейхи. 21 сентября 2012 года вышел в прокат фильм «Коллекционер 2», где Дэниел играет с Эдди Уильямс. А также анонсирован бразильский проект «The Beauty of Sharks» («Красота акул»), в котором актёр исполнит роль Самюэля Гамильтона.
В мае 2014 года он присоединился к сериалу «Древние» сыграв роль Калеба Уэстфолла. В марте 2015 года было подтверждено, что Шарман получил главную роль в медицинской драме «Пилот».
10 августа 2017 года стало известно, что Шарман получил главную роль Лоренцо де Медичи в сериале «Медичи».
В марте 2019 года он присоединился к сериалу Netflix «Проклятая», основанному на переосмыслении легенды об Артуре.

## Личная жизнь
Шарман является болельщиком лондонской футбольной команды «Арсенал».
В 2011—2013 годах Шарман встречался с коллегой по сериалу «Волчонок» Кристал Рид.

## Фильмография
| Год       |     | Русское название               | Оригинальное название          | Роль                      |
| --------- | --- | ------------------------------ | ------------------------------ | ------------------------- |
| 2003      | с   | Судья Джон Дид                 | Judge John Deed                | Энди Доддс                |
| 2007      | тф  | Начало конца                   | Starting Over                  | Александр Дьюхёрст        |
| 2009      | с   | Льюис                          | Lewis                          | Ричард Скотт              |
| 2011      | кор |                                | The Sexy Dark Ages             | Ульрик                    |
| 2011      | с   | Девять жизней Хлои Кинг        | The Nine Lives of Chloe King   | Зейн                      |
| 2011      | ф   | Война Богов: Бессмертные       | Immortals                      | Арес                      |
| 2012      | ф   | Коллекционер 2                 | The Collection                 | Бэйзил                    |
| 2012—2014 | с   | Волчонок                       | Teen Wolf                      | Айзек Лейхи               |
| 2013      | тф  | Когда зовет сердце             | When Calls the Heart           | Эдвард Монтеклэр          |
| 2014—2015 | с   | Первородные                    | The Originals                  | Калеб / Кол Майклсон      |
| 2015      | кор | Дрон                           | Drone                          | Мэтт Коллер               |
| 2015      | кор |                                | The Juilliard of Broken Dreams | Джеффри                   |
| 2016      | ф   | Альбион: Заколдованный жеребец | Albion: The Enchanted Stallion | Лир                       |
| 2017      | с   | Бойтесь ходячих мертвецов      | Fear The Walking Dead          | Трой Отто                 |
| 2018—2019 | с   | Медичи                         | Medici                         | Лоренцо Медичи            |
| 2020      | с   | Проклятая                      | Cursed                         | Плачущий Монах / Ланселот |